# Курочкино болото
Курочкино болото — памятник природы регионального (областного) значения Московской области, который включает ценные в экологическом, научном и эстетическом отношении природные комплексы, а также природные объекты, нуждающиеся в особой охране для сохранения их естественного состояния:
- заболоченная ложбина стока и водно-болотные экосистемы,
- еловые и смешанные широкотравные, широкотравно-кисличные и кустарничковые леса,
- места произрастания и обитания редких видов растений и животных, занесённых в Красную книгу Московской области.

Местонахождение: Московская область, городской округ Солнечногорск, примыкает к юго-западной окраине ТСЖ ВСК «Благовещенка». Общая площадь памятника природы составляет 56,94 га. Памятник природы включает большую часть (выдела 1—13, 17—23) квартала 67 Сходненского участкового лесничества Клинского лесничества. Виды разрешенного использования: осуществление научно-исследовательской деятельности, образовательной деятельности.

## Описание
Территория памятника природы приурочена к ландшафтам моренно-водноледниковых и древнеаллювиально-водноледниковых (долинно-зандровых) равнин Московской физико-географической провинции, расположенных в пределах юго-восточного макросклона Смоленско-Московской возвышенности. Абсолютные высоты территории изменяются от 187 м над уровнем моря на поверхности Курочкина болота, расположенного в северной части памятника природы, до 200 м над уровнем моря в привершинной части моренного холма в юго-западной части памятника природы. Кровля дочетвертичных пород местности представлена глинами, мергелями и известняками карбона, а также юрскими глинами и песками.
Территория памятника природы включает возвышенные поверхности моренно-водноледниковой равнины с фрагментом моренного холма (в юго-западной оконечности территории), а также пониженную плоскую поверхность долинно-зандровой равнины с древней ложбиной стока и Курочкиным болотом.
Поверхности моренно-водноледниковой равнины сложены моренными валунно-галечниковыми суглинками, перекрытыми маломощными покровными суглинками. На поверхностях долинно-зандровой равнины образовались древнеаллювиально-водноледниковые пески, суглинки и глины. В пределах древней ложбины стока залегают песчано-супесчаные, суглинистые и глинистые отложения, перекрытые в болотных котловинах и западинах торфяными толщами.
Моренный холм, восточная часть которого входит в территорию памятника природы, имеет высоту около 5 м и пологие склоны (не более 5 градусов), обращенные к древней ложбине стока. На пологонаклонных поверхностях по локальным понижениям на склонах встречаются заболоченные участки, сложенные перегнойно-торфяными толщами. В пределах наиболее крупной из таких западин образовалось верховое болото овальной формы. Длина болота составляет около 130 м, ширина — до 70 м.
Поверхность пониженной долинно-зандровой равнины включает древнюю ложбину стока, протянувшуюся по территории памятника природы и его окрестностям с северо-запада на юго-восток на расстояние около 3 км. Ширина ложбины стока достигает около 250—300 м. Борта ложбины имеют крутизну 2—3 градуса.
В пределах днища ложбины сформировалась серия болот и водоемов. В северной части памятника природы образовалась котловина с Курочкиным болотом (верхового типа), а к северо-западу и к юго-востоку от неё (за пределами памятника природы) сформировались два одноимённых водоема — обводненные торфяные карьеры под названием «Озеро Чёрное».
Котловина Курочкина болота имеет овальную форму и вытянута по ложбине стока с северо-запада на юго-восток. Площадь котловины составляет около 5,1 га. Длина заболоченного днища — 340 м, ширина достигает 200 м. Поверхность болота преобразована торфодобычей прошлых десятилетий. Местами встречаются мочажинные зарастающие водоемы протяженностью до 15—30 м. Мощность торфа в центральной части болота превышает 2 м. Поверхность болота осложнена многочисленными болотными кочками и приствольными повышениями высотой 0,3—0,5 м, а также искорными формами рельефа и поваленными стволами деревьев.
В пределах памятника природы изредка встречаются антропогенные формы рельефа. Среди них — канава в южной части Курочкина болота шириной до 1,5 м глубиной 0,4 м, а также разветвленные траншеи глубиной до 1 м, шириной до 1,5—3 м.
Территория памятника природы располагается на локальном водоразделе малых рек Баньки и Горетовки (обе — бассейн реки Москвы). Гидрологический сток на территории памятника природы направлен преимущественно на восток и юго-восток, в сторону реки Баньки (приток первого порядка реки Москвы), протекающей к югу от него. В северной оконечности территории сток направлен на северо-запад, в сторону ручья Раздеришка — притока реки Горетовки (приток второго порядка реки Москвы), протекающего за пределами территории памятника природы.
Почвенный покров территории памятника природы представлен преимущественно дерново-подзолистыми почвами на суглинистых отложениях моренно-водноледниковой равнины, по понижениям образовались дерново-подзолисто-глеевые почвы. На песчано-супесчаных долинно-зандровых отложениях встречаются дерново-подзолы. По днищам западин сформировались перегнойно-глеевые почвы, на болотах — торфяные олиготрофные и торфяные эутрофные почвы.

### Флора и растительность
На территории памятника природы преобладают мелколиственно-еловые и еловые с участием широколиственных пород леса в сочетании с болотами и производными сообществами.
Наиболее широко представлены еловые и березово-еловые, местами — с сосной, осиной и примесью дуба и липы, широкотравно-кисличные и широкотравные леса. Древостои, как правило, довольно сомкнутые — около 70—90 процентов. В среднем высота их достигает 25—26 м при преобладающих диаметрах ели до 40—45 см. В подросте бывает обилен клен остролистный, его проективное покрытие (ПП) до 35—40 процентов и более. Местами выражен довольно густой кустарниковый ярус (ПП до 50—60 процентов), в котором чаще всего преобладает лещина, а также представлены жимолость лесная, рябина, крушина ломкая, ива козья и ушастая, реже — бересклет бородавчатый и волчеягодник обыкновенный (редкий и уязвимый вид, не включенный в Красную книгу Московской области, но нуждающийся на её территории в постоянном наблюдении и контроле). Для травяно-кустарничкового яруса характерно сочетание бореальных (кислица обыкновенная, ортилия однобокая, грушанка круглолистная, майник двулистный, седмичник, щитовник картузианский, хвощ лесной) и неморальных и бореально-неморальных (зеленчук жёлтый, копытень европейский, бор раскидистый, звездчатка жестколистная, мицелис стенной, осоки пальчатая и лесная) видов. Единично встречается занесенный в Красную книгу Московской области подлесник европейский. Местами выражен моховой покров (ПП до 60 процентов) из родобриума розового, плевроциума Шребера, дикранумов и других видов. На стволах осин единично встречается занесенная в Красную книгу Московской области некера перистая.
Пятнами встречаются близкие по составу и структуре липово-еловые и осиново-еловые с дубом в подросте кислично-широкотравные и папоротниково-кислично-широкотравные леса с участием перловника поникшего, сныти, щитовника мужского, воронца колосистого, скерды болотной, фиалки удивительной, чины весенней, фиалки Селькирка. К наиболее возвышенным участкам в южной части памятника природы приурочены осиново-еловые с дубом волосистоосоковые и папоротниково-широкотравные леса, где сохранились единичные дубы высотой до 32 м и ели высотой до 33 м. На опушке подобного леса отмечается земляника мускусная (редкий и уязвимый вид, не включенный в Красную книгу Московской области, но нуждающийся на её территории в постоянном наблюдении и контроле).
В окружении Курочкина болота представлены еловые и сосново-еловые черничные и бруснично-черничные зеленомошные и сфагново-зеленомошные леса с участием щучки дернистой, плауна годичного, ожики волосистой. Единично в подлеске отмечен можжевельник обыкновенный. Также встречают фрагменты, вероятно, искусственно созданных еловых с березой кисличных лесов.
В меньшей степени распространены леса с преобладанием березы. В основном они приурочены к окрестностям болота, где пятнами встречаются сосново-елово-березовые бруснично-черничные зеленомошно-сфагновые леса, и полосе к северу и востоку от него, где представлены березовые с елью разнотравные леса. В сложении травостоя последних принимают участие марьянник дубравный, сныть, земляника лесная, колокольчик широколистный (редкий и уязвимый вид, не включенный в Красную книгу Московской области, но нуждающийся на её территории в постоянном наблюдении и контроле).
Небольшим фрагментом на юге памятника природы представлены леса из ивы козьей с елью в подросте снытьево-влажнотравные.
Среди лесов встречаются небольшие переувлажненные прогалины с участием таволги вязолистной, герани болотной, гравилата речного, кочедыжника женского.
В растительном покрове ярко выделяется расположенное в северной части территории памятника природы Курочкино болото, представляющее собой участок лесоболотного массива, восстановившийся после добычи торфа. Растительный покров постепенно меняется от периферии к центральной части болота. Для краевой части характерно чередование зарослей ивы пепельной, белокрыльниково-серовейниково-осоковых и серовейниково-сабельниково-осоковых сфагновых луговин и пушистоберезовых ивовых с елью в подросте осоково-черничных (реже — камышовых) сфагновых лесов. В составе травяно-кустарничкового яруса также отмечаются кизляк кистецветный, или наумбургия, болотный мирт, осока носиковая. Далее они сменяются слабосомкнутыми (30—40 процентов) пушистоберезовыми с сосной миртово-осоковыми сфагновыми лесами со значительным участием клюквы болотной. Внешняя часть болота представляет собой сочетание клюквенно-осоково-миртовых сфагновых с единичными соснами и березами и миртово-осоково-пушицевых сфагновых сообществ; встречается росянка круглолистная. Во внутренней части болота преобладают кустарничково-пушицево-осоковые с клюквой, миртом и подбелом сфагновые с единичными березами, соснами и елями (до 3,5 м высоты) сообщества. Пятнами представлены сообщества с доминированием занесенной в Красную книгу Московской области шейхцерии болотной — осоково-пушицево-шейхцериевые сфагновые. Чередуются протяженные гряды с сосновыми пушицево-кустарничковыми (в основном — голубично-багульниковыми) сфагновыми сообществами и плоские пониженные участки правильной формы с кустарничково-пушицево-осоковыми сфагновыми сообществами с шейхцерией болотной. В центральных частях пониженных участков есть водоемы, в водах которых отмечаются пузырчатка обыкновенная, кубышка жёлтая и кувшинка белоснежная (редкий и уязвимый вид, не включенный в Красную книгу Московской области, но нуждающийся на её территории в постоянном наблюдении и контроле). Обилие шейхцерии болотной увеличивается при приближении к берегам водоемов.
Также встречается редкий и уязвимый вид, не включенный в Красную книгу Московской области, но нуждающийся на территории области в постоянном контроле и наблюдении — риччия плавающая.
В южной части памятника природы имеются два небольших заболоченных понижения. Меньшее по площади занято вахтово-осоковым сообществом с участием хвоща речного, камыша лесного, лютика ползучего, подмаренника топяного, паслёна сладко-горького. По окраине — заросли ивы пепельной. Большее по площади понижение занято комплексом вахтово-серовейниковых и клюквенно-осоковых сфагновых и пушистоберезовых с единичной сосной серовейниково-вахтово-осоковых сфагновых сообществ.

### Фауна
Животный мир памятника природы отличается хорошей сохранностью и репрезентативностью для соответствующих природных сообществ Московской области. Всего на территории памятника природы отмечается обитание 56 видов позвоночных животных, относящихся к 14 отрядам четырёх классов, в том числе 5 видов амфибий, 2 вида рептилий, 41 вид птиц и 8 видов млекопитающих. Для столь небольшой территории это достаточно высокий показатель биоразнообразия фауны.
Основу фаунистического комплекса наземных позвоночных животных составляют виды, характерные для хвойных и смешанных лесов Нечернозёмного центра России. Абсолютно доминируют виды, экологически связанные с древесно-кустарниковой растительностью.
В соответствии с разработанной для природных территориальных комплексов Подмосковья типологией местообитаний наземных позвоночных животных, на территории памятника природы можно выделить три основных ассоциации фауны (зооформации):
- зооформация хвойных и смешанных лесов;
- зооформация лугово-опушечных местообитаний;
- зооформация водно-болотных местообитаний.

Зооформация хвойных и смешанных лесов распространена на преобладающей части памятника природы. В лесах территории встречаются как «хвойнолюбивые» виды: серая жаба, желна, вяхирь, снегирь, пеночка-теньковка, зелёная пеночка, желтоголовый королек, клест-еловик, пухляк, сойка, белка, — так и обитатели широколиственных лесов: зарянка, чёрный дрозд, рябинник, малый пестрый дятел, большой пестрый дятел, трехпалый дятел (вид занесен в Красную книгу Московской области), пеночка-трещотка, мухоловка-пеструшка, обыкновенная пищуха, длиннохвостая синица, обыкновенная кукушка, зяблик, обыкновенный поползень, певчий дрозд, крапивник, большая синица, лазоревка, свиристель, кедровка (вид занесен в Красную книгу Московской области) и рябчик (редкий и уязвимый вид, не включенный в Красную книгу Московской области, но нуждающийся на территории области в постоянном контроле и наблюдении).
Зооформация лугово-опушечных местообитаний играет не столь большую, но важную роль в поддержании биоразнообразия памятника природы. В основном этот тип животного населения связан с опушками, полянами с кустарниковыми зарослями и окраинами леса. Характерными обитателями луговых и опушечных комплексов территории памятника природы являются живородящая ящерица, канюк, тетеревятник, перепелятник, лесной конек, зеленушка, обыкновенный соловей, сорока, обыкновенный крот, полевая мышь. На окраине леса и верхового болота была встречена прыткая ящерица — редкий вид пресмыкающихся, занесенный в Красную книгу Московской области.
В водно-болотных местообитаниях по лесным болотам, в обводненных торфяных карьерах много травяных, остромордых, прудовых и озерных лягушек. Именно в таком типе местообитаний предпочитает охотиться чёрный коршун — вид, занесенный в Красную книгу Московской области.
В различных типах природных сообществ территории встречаются: ворон, обыкновенная лисица, енотовидная собака, лось, кабан, заяц-беляк и некоторые другие виды.
К селитебным территориям, примыкающим к территории памятника природы, тяготеют: деревенская ласточка, серая ворона, сорока и ряд перечисленных выше луговых видов.
Видов-синантропов в составе фауны памятника природы присутствует лишь небольшое число; это свидетельствует о высокой степени сохранности и, соответственно, ценности данной территории.

## Объекты особой охраны памятника природы
Охраняемые экосистемы:
- еловые и березово-еловые с сосной широкотравно-кисличные и широкотравные леса;
- липово-еловые и осиново-еловые с дубом кислично-широкотравные, папоротниково-кислично-широкотравные и волосистоосоковые леса;
- еловые и сосново-еловые черничные и бруснично-черничные зеленомошные леса;
- березовые с елью разнотравные леса;
- пушистоберезовые осоково-черничные и камышовые сфагновые леса;
- клюквенно-осоково-миртовые, кустарничково-пушицево-осоковые и осоково-пушицево-шейхцериевые сфагновые и сосновые пушицево-кустарничковые сфагновые сообщества;
- серовейниково-влажнотравные и осоково-влажнотравные сфагновые луговины;
- группировки гидрофитов.

Места произрастания и обитания охраняемых в Московской области, а также иных редких и уязвимых видов растений и животных, зафиксированных на территории памятника природы, перечисленных ниже.
Охраняемые в Московской области, а также иные редкие и уязвимые виды растений:
- виды, занесенные в Красную книгу Московской области: некера перистая, шейхцерия болотная, подлесник европейский;
- редкие и уязвимые виды, не включенные в Красную книгу Московской области, но нуждающиеся на территории области в постоянном контроле и наблюдении: риччия плавающая, кувшинка белоснежная, земляника мускусная, волчеягодник обыкновенный, или волчье лыко, колокольчик широколистный.

Охраняемые в Московской области, а также иные редкие и уязвимые виды животных:
- виды, занесенные в Красную книгу Московской области: прыткая ящерица, чёрный коршун, кедровка, трехпалый дятел;
- вид, являющийся редким и уязвимым таксоном, не включенным в Красную книгу Московской области, но нуждающимся на территории области в постоянном контроле и наблюдении: рябчик.